# Carl-Christian Ferner
Carl-Christian Ferner (Oslo, 22 de outubro de 1972) é o filho caçula da princesa Astrid da Noruega e de seu marido, Johan Martin Ferner. Entretanto, apesar de estar relacionado por sangue à família real norueguesa, ele não faz oficialmente parte dela. Sua mãe, que nasceu antes de 1971, está sujeita à lei sálica que até então vigorava na Noruega e não está, portanto, na linha de sucessão ao trono norueguês; logo, nem Carl-Christian Ferner está incluso para ter uma posição na linha de sucessão ao trono norueguês.
No total, ele tem quatro irmãos maiores: a Cathrine Ferner Johansen (nascida em 1962), a Benedikte Ferner (nascida em 1963), o Alexander Ferner (nascido em 1965), a Elisabeth Ferner (nascida em 1969).

## Laços com a família real norueguesa
Pelo lado da sua mãe, o Carl-Christian é um neto direto do rei Olavo V da Noruega e a princesa Marta da Suécia; o que o torna um bisneto do rei Haakon VII da Noruega e da princesa Maud de Gales. Como um bisneto de Maud, o torna um trineto do rei Eduardo VII do Reino Unido e sua esposa, a princesa Alexandra da Dinamarca.
O seu tio é o atual rei Haroldo V da Noruega e a princesa Ragenhilda da Noruega; sendo assim, ele é um primo em primeiro grau do príncipe Haakon, Príncipe Herdeiro da Noruega e a princesa Marta Luísa da Noruega; e ainda, a outra herdeira presuntiva do trono norueguês (a princesa Ingrid Alexandra da Noruega) é a sua prima em segundo grau.